# Hồi giáo tại Việt Nam

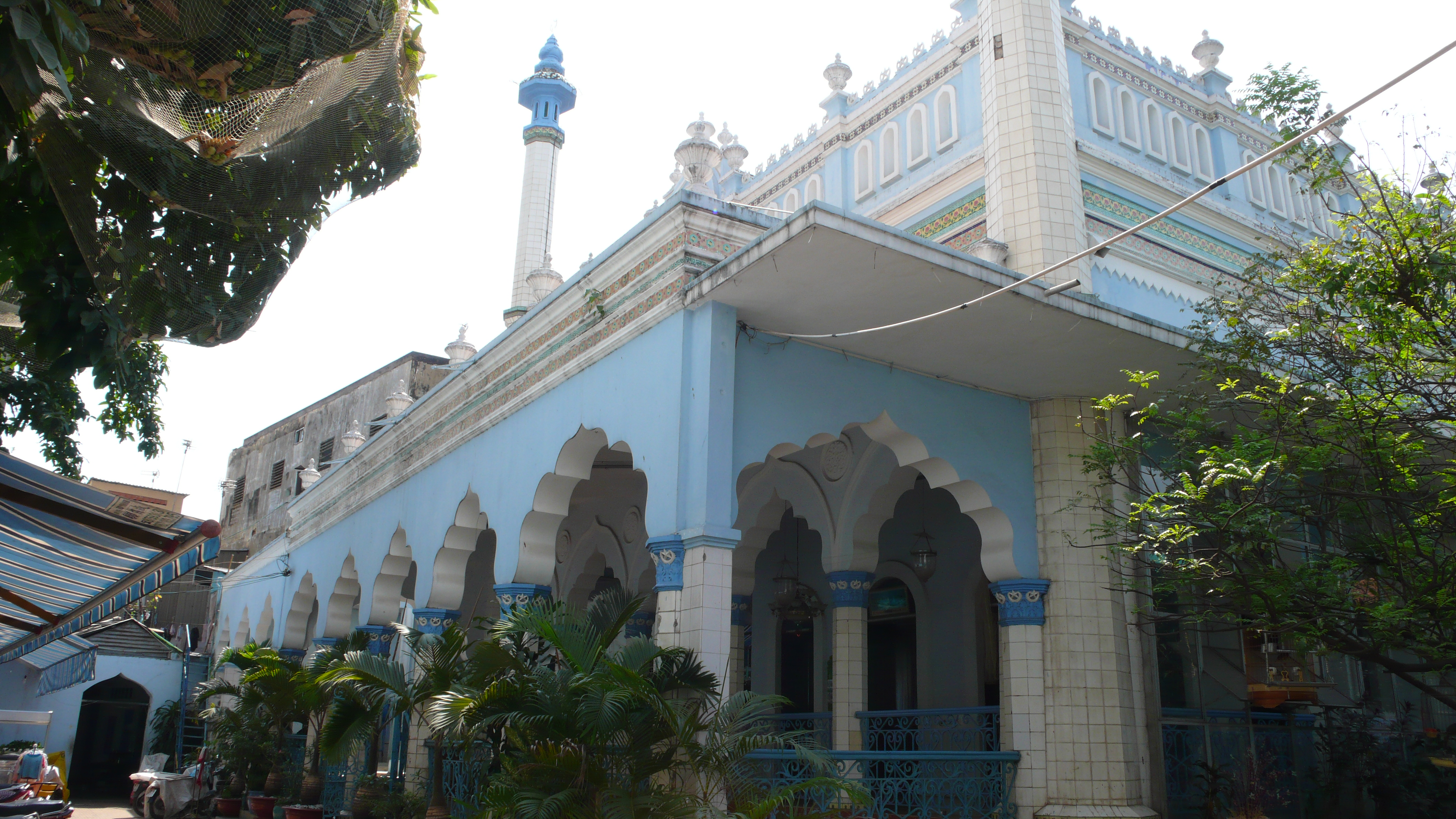
Một nhà thờ Hồi giáo ở thành phố Hồ Chí Minh

Tuy là một tôn giáo lớn trên thế giới, nhưng tại Việt Nam, cộng đồng Hồi giáo chỉ chiếm một tỷ lệ thấp so với toàn thể dân số Việt Nam (0.1%).

## Thời kỳ truyền đạo
Theo một số tài liệu thì Othman bin Affan, vị khalip thứ ba của đạo Hồi, đã cử tín đồ đạo Hồi đại diện đầu tiên đến Trung Hoa và một số quốc gia ở Đông Nam Á vào thời kỳ nhà Đường ở Trung Quốc vào khoảng năm 650.  Có lẽ trong những năm đầu tiên sau khi đạo Hồi khai sáng, thương nhân Ả Rập đi đường biển đã dừng chân tại vương quốc Champa trên đường đến Trung Quốc. Tuy nhiên chứng cớ trong văn tịch chỉ có từ thời nhà Tống. Điều này cho biết người Chăm bắt đầu tiếp nhận đạo Hồi từ cuối thế kỷ X sang đầu thế kỷ XI, bên cạnh tôn giáo chính là Ấn Độ giáo và một thiểu số theo đạo Phật.
Số tín đồ tăng dần qua liên hệ với vua Hồi xứ Malacca nhưng phải đến thế kỷ XVII sau khi Champa bị Việt Nam thôn tính thì đạo Hồi mới trở nên thịnh hành với người Chăm, do tình hình chiến tranh liên miên và thất bại, vương triều dần suy yếu và niềm tin vào đạo Hinđu dần giảm sút nên đạo Hồi đã bám rễ được vào một bộ phận người Chăm. Nhiều nhóm Chăm Hồi giáo đã di cư sang Cao Miên (Kong pong Chàm và nhiều nơi khác) cư trú rồi một số lại chuyển sang Nam Bộ (An Giang, Tây Ninh), thậm chí sang cả Malaysia, Thái Lan, Indonesia.

## Giai đoạn phát triển

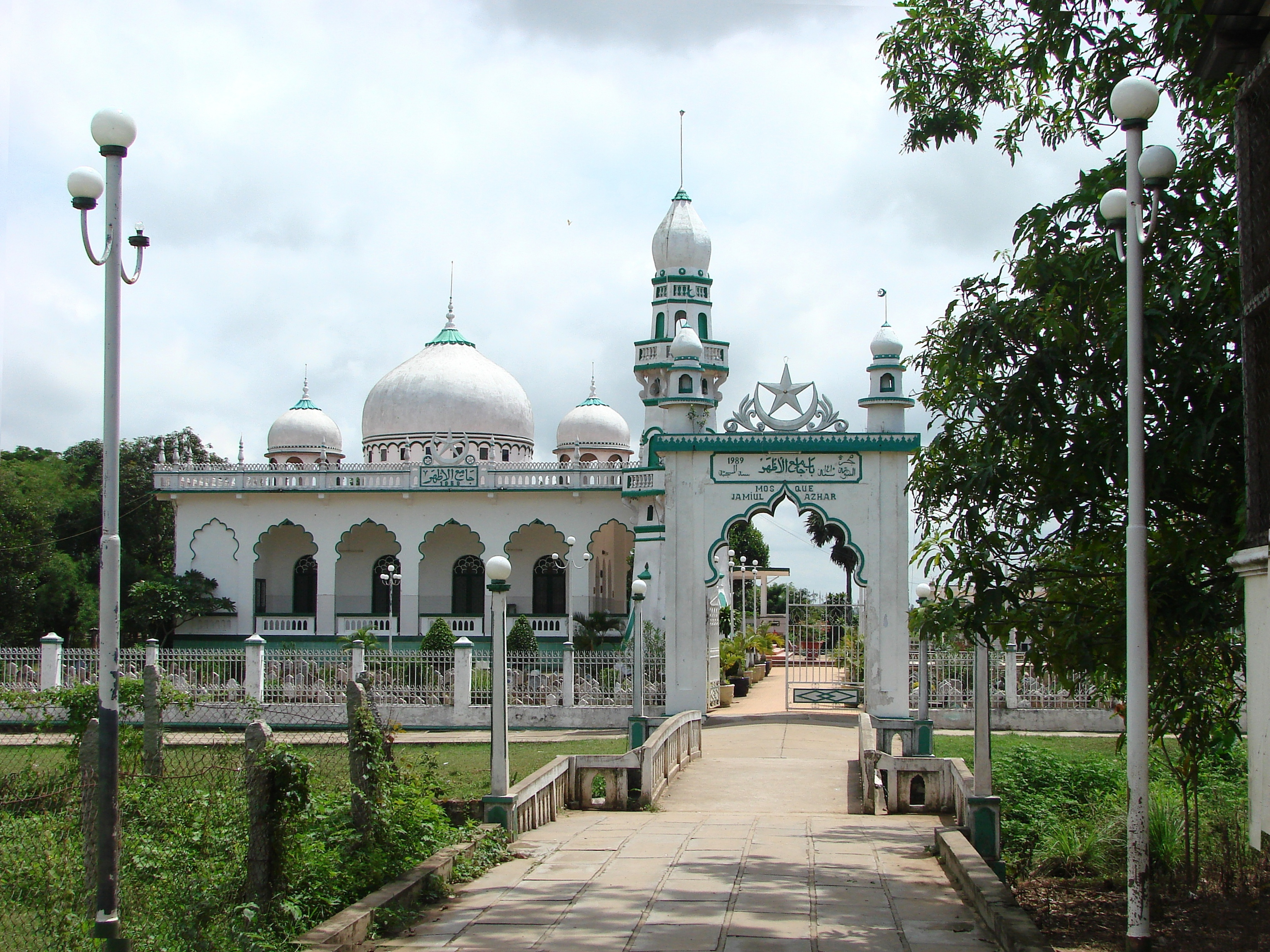
Một thánh đường Hồi giáo Chăm Islam của người Chăm ở Châu Đốc, An Giang.

Vào giữa thế kỷ XIX, với sự thống trị của người Pháp ở Đông Dương, nhiều tín đồ đạo Hồi người Chăm đã di cư ngược từ Cao Miên vào vùng Đồng bằng sông Cửu Long, phát triển cộng đồng Hồi giáo ở Việt Nam. Điều này lý giải vì sao các tín đồ Hồi giáo tại Việt Nam tập trung chủ yếu từ miền Trung đổ vào miền Nam Việt Nam.
- Hồi giáo ở miền Nam Việt Nam là Hồi giáo Chăm Islam, gần như theo Hồi giáo chính thống, thuộc dòng Sunni, ít bị pha trộn với phong tục, tập quán, tín ngưỡng cũ và thường xuyên liên hệ với thế giới Hồi giáo Campuchia và Malaysia[4].
  - Khi người Chăm từ Chiêm Thành sang Chân Lạp tị nạn, họ đã sống cộng cư cùng người Mã Lai Hồi giáo tại Chân Lạp (gọi là Java, Jawa, Chvea, Chà-và...).
  - Hồi giáo tại Chân Lạp do đó có sự liên hệ nhiều tới thế giới Hồi giáo bên ngoài nên một số nhóm ít bị "địa phương hóa". Do vậy, không thể nói toàn bộ người Chăm ở Chân Lạp là những người hoàn toàn theo Hồi giáo chính thống.
  - Khi người Chăm (và người Chvea) từ Chân Lạp về Tây Ninh và An Giang định cư, họ mang theo Hồi giáo có sẵn từ Chân Lạp về. Sau đó trong chính cộng đồng này lại phát sinh thêm sự phân hóa giữa nhóm Kaum Tua (người cũ, muốn giữ Hồi giáo đã có sẵn từ lúc ở Chân Lạp về Việt Nam) và nhóm Kaum Muda (ngưới mới, là người đi du học ở Malaysia về và muốn cải cách Hồi giáo cho giống với Malaysia theo hệ phái Shafi'i (شافعي, Shāfiʿī, Salafiyah))

Hồi giáo Mã Lai có ảnh hưởng lớn với cộng đồng người Chăm qua những bài khutba soạn bằng tiếng Mã Lai. Người Chăm cũng thường tìm sang Malaysia tu học giáo lý và tiếp nhận tư tưởng đạo Hồi qua sự diễn dịch của người Hồi Mã Lai .

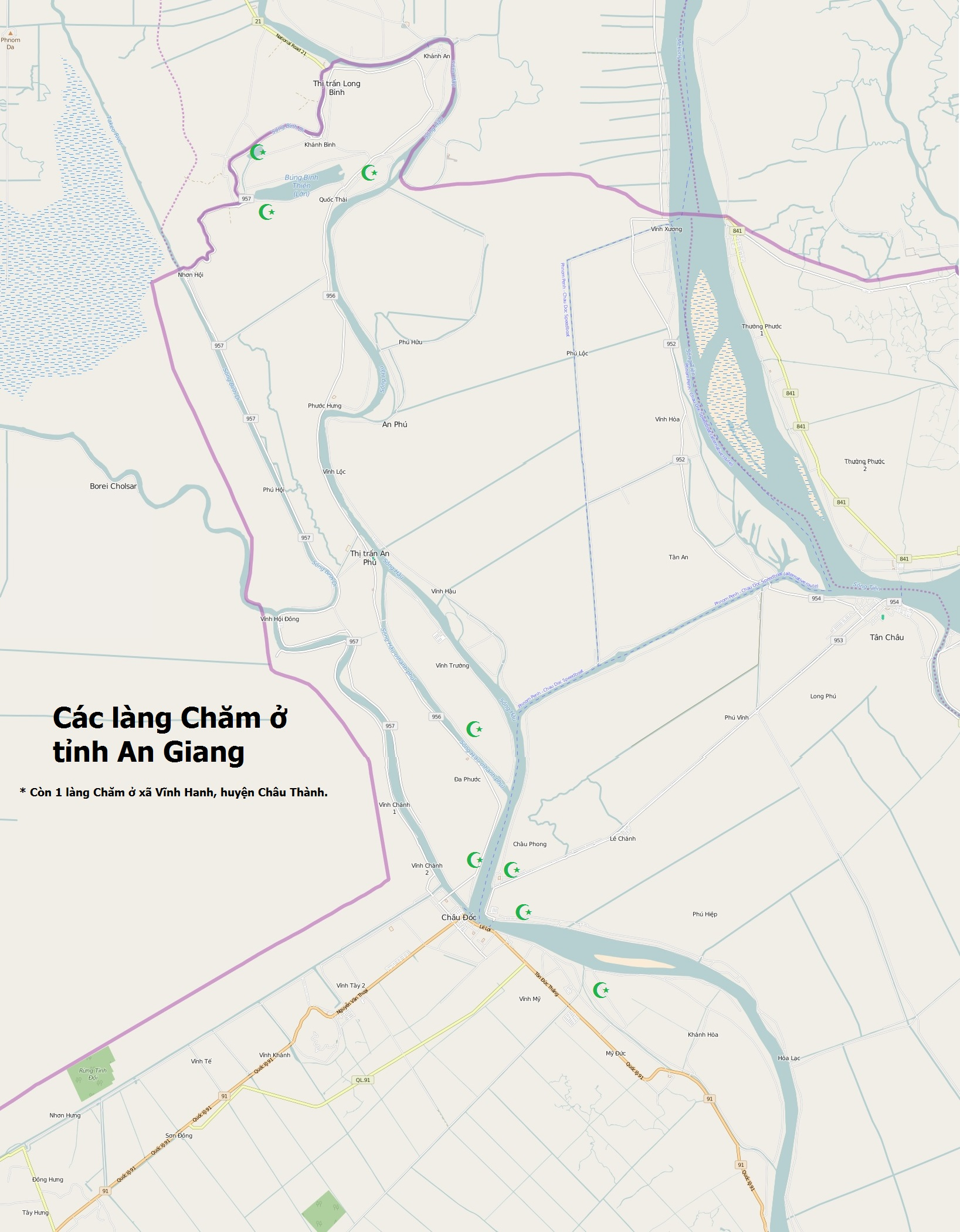
Các làng Chăm ở tỉnh An Giang (huyện An Phú, Châu Phú, Châu Thành, thị xã Tân Châu).

Từ thời Pháp thuộc, tại Nam Kỳ đã có tổ chức Saykhon Islam đại diện cộng đồng Hồi giáo cho người Chăm và Mã Lai. Năm 1960, dưới thời Tổng thống Ngô Đình Diệm, cộng đồng người Chăm Hồi giáo lập ra "Hiệp hội Chăm Hồi giáo Việt Nam" có văn phòng đặt tại Sài Gòn, Việt Nam Cộng hoà. Năm 1966, có thêm tổ chức "Hội đồng giáo cả các Thánh đường Hồi giáo Việt Nam" đặt văn phòng tại Châu Đốc. Cả hai tổ chức này cùng tồn tại cho đến tận năm 1975.

## Hiện trạng Hồi giáo tại Việt Nam

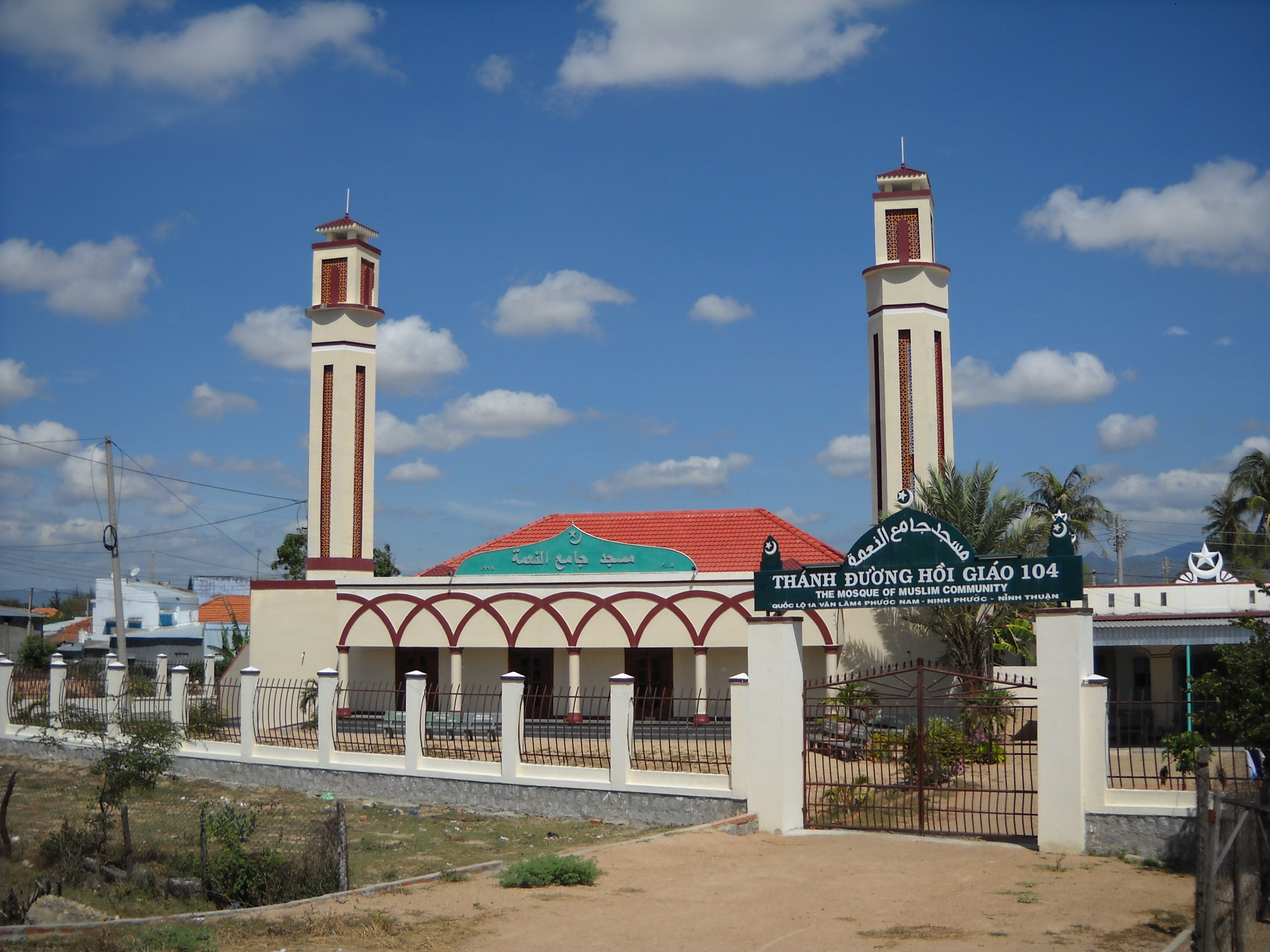
Một thánh đường Hồi giáo của người Chăm ở Ninh Thuận

Sau năm 1975 với cuộc chiến Việt Nam kết thúc, một bộ phận trong số 55.000 tín đồ đạo Hồi người Chăm tại Việt Nam đã trốn sang Malaysia. Ở Yemen cũng có 1.750 người tỵ nạn Việt Nam gốc Chăm, hầu hết định cư ở Ta'izz. Tuy nhiên, hầu hết các tín đồ ở lại Việt Nam vẫn được phép sinh hoạt tôn giáo như bình thường cho dù những thánh đường Hồi giáo bị đóng cửa, cũng như các cơ sở giáo dục của người Hồi giáo bị trưng dụng bởi chính quyền cộng sản. So với các tôn giáo khác, tín đồ Hồi giáo tại Việt Nam chiếm tỷ lệ rất thấp cũng như không có những va chạm với chính quyền, vì vậy chính quyền ít kỳ thị và kiểm soát chặt chẽ tín đồ. Vào năm 1981, khách nước ngoài đến Việt Nam vẫn được tự do nói và cầu nguyện bằng tiếng bản xứ của họ. Vào năm 1985, các thánh đường Hồi giáo tại miền Nam được cho phép mở cửa lại, thậm chí, chính quyền còn cho phép thành lập tổ chức Ban Đại diện Cộng đồng Hồi giáo Thành phố Hồ Chí Minh vào năm 1992. Ước tính, ngoài những tín đồ người Chăm, cũng có những tín đồ người Indonesia, Malaysia, Pakistan, Yemen, Oman, và người Nam Phi; với khoảng 10000 người vào thời điểm đó.. Năm 2004, một Ban Đại diện Cộng đồng Hồi giáo khác cũng được thành lập ở An Giang.
Tháng 1 năm 2006, Thánh đường Hồi giáo tại xã Xuân Hưng, huyện Xuân Lộc, tỉnh Đồng Nai đã được xây dựng lại trên nền giáo đường cũ dựa trên sự đóng góp một phần từ Ả Rập Xê Út. Đây được xem là một trong những sự liên hệ trực tiếp trở lại của tín đồ Hồi giáo tại Việt Nam với thế giới Hồi giáo Ả Rập. Tiếp sau đó, Thánh đường Hồi giáo lớn nhất Việt Nam (tính đến hết năm 2009) đã được xây dựng tại ấp Đồng Ki, xã Quốc Thái, huyện An Phú, tỉnh An Giang, khởi công vào ngày 7 tháng 4 năm 2008 và khánh thành ngày 3 tháng 12 năm 2009, với tổng kinh phí thực hiện 5,8 tỷ đồng, trong đó có một phần kinh phí do Hội Trăng lưỡi liềm đỏ (Các tiểu vương quốc Ả Rập thống nhất) ủng hộ. Năm 2017, Thổ Nhĩ Kỳ cho khánh thành nhà thờ Hồi giáo Kahramanlar Rahmet ở An Giang.

## Các tổ chức Hồi giáo ở Việt Nam
Đối với Chăm Islam, trước năm 1975, ở miền Nam, Hồi giáo có hai tổ chức chính thức là: "Hiệp hội Chàm Hồi giáo Việt Nam" và "Hội đồng giáo cả Islam Việt Nam". Hiệp hội Chàm Hồi giáo Việt Nam hoạt động dưới sự điều hành của Ban Quản trị Hiệp hội Trung ương và Đại hội đồng cơ sở. Nhằm mục đích: không hoạt động chính trị mà duy trì những tinh hoa đạo đức trong sinh hoạt tôn giáo; thực thi các tập tục truyền thống và đời sống đạo đã được kinh Qur'an giáo huấn. Tuy nhiên, cả hai tổ chức này nhất là Hiệp hội Chàm Hồi giáo Việt Nam bị chính quyền Mỹ và Sài Gòn lợi dụng, sử dụng làm công cụ chống Cộng. Do đó, nó cùng tồn tại đến ngày 30 tháng 4 năm 1975 thì tự giải tán theo sự sụp đổ của chính quyền Sài Gòn. 
Từ sau năm 1975 đến trước khi có chủ trương của Đảng Cộng sản Việt Nam về công tác đối với Hồi giáo, ở Việt Nam mới có một tổ chức là Ban Đại diện cộng đồng Hồi giáo TP. Hồ Chí Minh được thành lập tháng 7 năm 1992. Từ năm 2003 (thực hiện chủ trương của Đảng Cộng sản Việt Nam về công tác Hồi giáo), Ban Tôn giáo Chính phủ phối hợp với Ủy ban nhân dân các tỉnh, thành phố có Hồi giáo đáp ứng nhu cầu sinh hoạt tôn giáo về mặt tổ chức cho tín đồ. Đến nay, đối với Chăm Islam, có thêm hai tổ chức Hồi giáo cấp tỉnh ở tỉnh An Giang và Tây Ninh;

## Thánh đường Hồi giáo nổi tiếng tại Việt Nam
Hiện nay ở Việt Nam có hơn 40 Thánh đường Islam (Masjid) và 25 surao (nơi cầu nguyện nhỏ hơn thánh đường). Do tín đồ Hồi giáo Islam tại Việt Nam (khoảng 25.000 tín đồ, chiếm khoảng 42% tín đồ Hồi giáo) tập trung chủ yếu ở Thành phố Hồ Chí Minh và An Giang, nên hầu hết các thánh đường lớn đều tập trung ở đây.
- Thánh đường Mubarak ở xã Châu Phong, thị xã Tân Châu, tỉnh An Giang, là nơi có cho phép du khách vào tham quan. Đây là thánh đường Hồi giáo đầu tiên ở tỉnh An Giang, ra đời vào năm 1750. Đây cũng là một trong những thánh đường Hồi giáo có lối thảm cho nữ giới vào thánh đường. Ngoài ra ở đây có làng Chăm Châu Giang nổi tiếng với nghề dệt thổ cẩm.

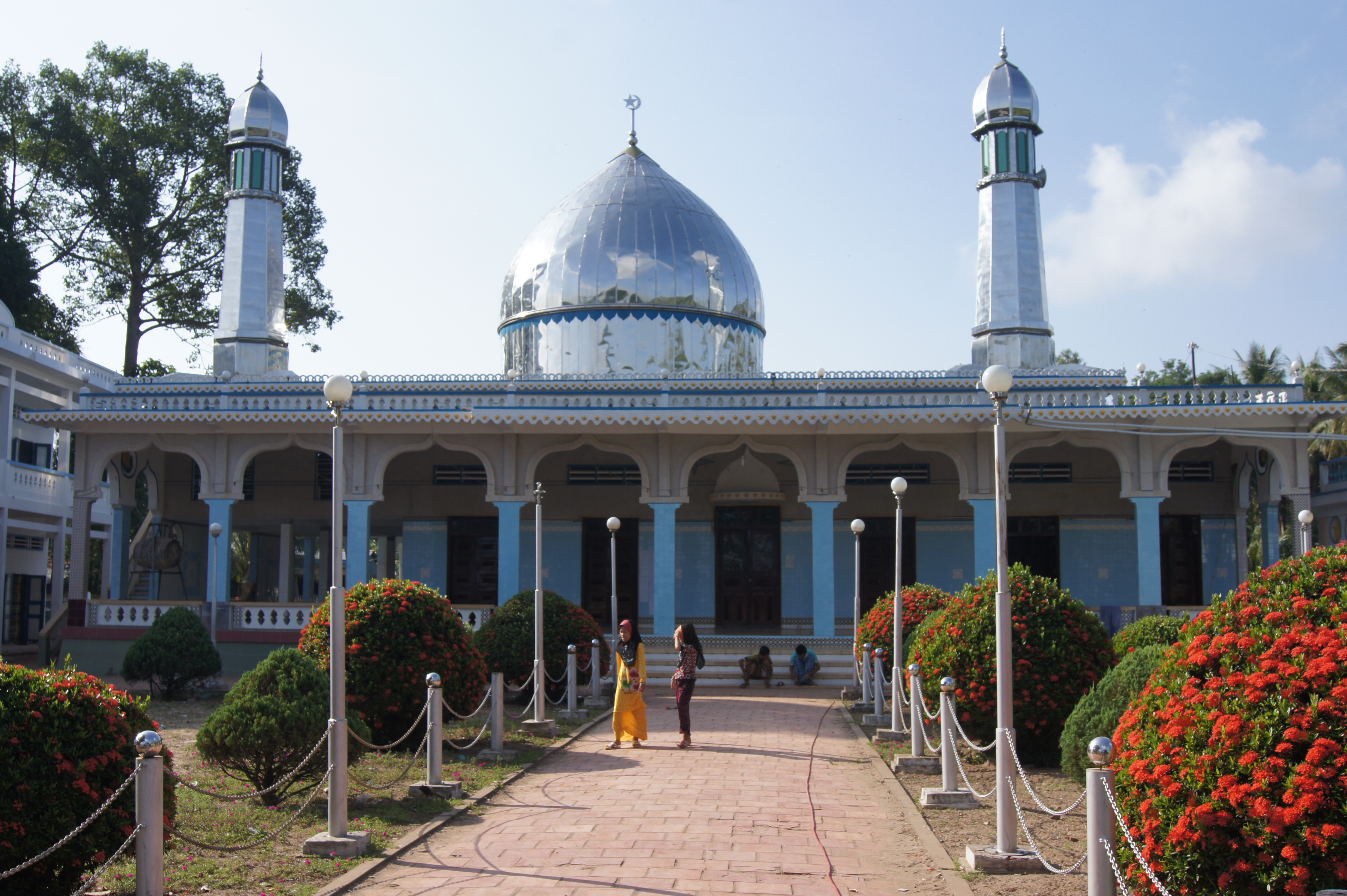
Thánh đường Hồi giáo Masjid Khairiyah ở xã Nhơn Hội, huyện An Phú, tỉnh An Giang.

Một số thánh đường Hồi giáo nổi tiếng tại Việt Nam:
- Thánh đường Al Rahman ở 45 Nam Kỳ Khởi Nghĩa, Quận 1, Thành phố Hồ Chí Minh. Thánh đường này chủ yếu dành cho người Malaysia và người Indonesia.
- Thánh đường Jamia Al Noor ở 12 Hàng Lược, Hoàn Kiếm, Hà Nội. Đây là thánh đường Hồi giáo duy nhất ở miền Bắc Việt Nam.
- Thánh đường Jamia Al Muslimin (Musulman) ở 66 Đông Du, Quận 1, Thành phố Hồ Chí Minh (hay còn gọi là Thánh đường Đông Du). Thánh đường này được xây dựng vào năm 1935 bởi người Hồi giáo Ấn Độ, được xem thánh đường Hồi giáo lớn nhất tại thành phố Hồ Chí Minh.
- Thánh đường Jamiul Islam ở 52 Nguyễn Văn Trỗi, Quận Phú Nhuận, Thành phố Hồ Chí Minh. Đây là một thánh đường của người Chăm và cũng là Văn phòng Ban Đại diện cộng đồng Hồi giáo Thành phố Hồ Chí Minh.
- Thánh đường Jamiul Muslimin ở ấp Đồng Ki, xã Quốc Thái, huyện An Phú, tỉnh An Giang. Đây là thánh đường Hồi giáo lớn nhất Việt Nam tính đến năm 2014.
- Thánh đường Nurul Al Ehsan ở xã Xuân Hưng, huyện Xuân Lộc, tỉnh Đồng Nai
- Thánh đường Jamiul Al Azhar ở ấp Châu Giang, xã Châu Phong, thị xã Tân Châu, tỉnh An Giang. Thánh đường được xây dựng từ những năm 60 của thế kỷ XX. Bên cạnh nơi sinh hoạt tôn giáo, còn có 1 trường học dạy giáo lí Hồi giáo và thánh kinh Quran (Madrasa Tafiz Al Azhar)

## Ảnh hưởng của Hồi giáo đối với cộng đồng Chăm ở Việt Nam
Về mặt tôn giáo, người Chăm có ba cộng đồng tôn giáo khác nhau như Chăm Bàlamôn (ở Ninh Thuận, Bình Thuận), Chăm Bàni (ở Ninh Thuận, Bình Thuận), Chăm Islam (ở An Giang, Thành phố Hồ Chí Minh, Tây Ninh, Bình Dương, Bình Phước, Đồng Nai và một số làng Chăm ở Ninh Thuận).
Đến năm 2001, theo số liệu khảo sát của Ban Tôn giáo chính phủ, có 39.288 người Chăm Bàni và 25.669 Chăm Islam.
Chăm Islam và Chăm Bàni có rất nhiều điểm khác biệt.
Chăm Islam ở Việt Nam là cộng đồng Chăm Hồi giáo thuộc dòng Sunni. Cộng đồng Chăm Bàni là kết quả của sự hỗn dung giữa: Phật Giáo, Hồi giáo nguyên thủy, Bàlamôn và tín ngưỡng dân gian chiếm vị trí vượt trội. Khác với người Chăm Islam, trong tâm thức tôn giáo của người Chăm Bàni, những tập tục, lễ nghi của Hồi giáo gốc đã bị phai nhạt đi khá nhiều bởi nhiều lý do, trong đó phải kể đến sự tác động của tín ngưỡng bản địa dân tộc Chăm và của đạo Bàlamôn. Bởi vậy, có thể nói Chăm Bàni là một tôn giáo đặc thù mang đậm tín ngưỡng bản địa. Trong khi đó, người Chăm Islam luôn giữ gìn nghiêm ngặt giáo lý, giáo luật của Hồi giáo nguyên thủy, thể hiện qua việc thực hiện nghiêm chỉnh 5 cốt đạo của Hồi giáo.
Nếu như người Chăm Islam tuyên xưng niềm tin tuyệt đối vào Đấng Allah và tiên tri Mohammed thì đối với người Chăm Bàni, niềm tin của họ còn dành cho rất nhiều thần linh khác như Nữ thần sáng tạo ra dân tộc Chăm, những vị anh hùng dân tộc Chăm và chủ yếu là ông bà tổ tiên.
Một đặc điểm khác biệt rõ nét giữa người Chăm Islam và người Chăm Bàni là vai trò của người phụ nữ trong gia đình và xã hội. Trong khi người phụ nữ Chăm Islam chịu nhiều ràng buộc nghiêm ngặt trong các quan hệ gia đình và xã hội cũng như trong đời sống tín ngưỡng, tôn giáo, thì phụ nữ Chăm Bàni không chỉ được bình đẳng, được khuyến khích vươn lên khẳng định vị trí của mình mà còn có nhiều ưu thế hơn so với nam giới do ảnh hưởng chế độ mẫu hệ đã đi sâu vào tiềm thức của họ.
Về cơ sở thờ tự: Thánh đường của người Chăm Islam có dáng dấp như các Thánh đường Hồi giáo trên thế giới bởi nó tôn trọng những quy định về kiến trúc xây dựng thánh đường và cách bài trí bên trong. Có hai loại: Đại thánh đường và tiểu thánh đường. Đại thánh đường được xây dựng theo hướng Đông – Tây để khi quỳ lạy, tín đồ hướng về Thánh địa Mecca. Bên trong đại thánh đường vừa có hậu tẩm là nơi vị Imâm đứng hướng dẫn tín đồ hành lễ, vừa có Minbar là nơi thầy Khotip giảng giáo lý. Tiểu Thánh đường còn gọi là nhà nguyện, là nơi cầu nguyện và hội họp. Theo thống kê, hiện nay Việt Nam có 41đại thánh đường và 14 tiểu thánh đường Islam, tập trung nhiều nhất ở An Giang (16 đại thánh đường và 8 tiểu thánh đường).
Số lượng chùa Bàni là 17 chùa, có ở hai tỉnh Ninh Thuận và Bình Thuận. Chùa Bàni được xây dựng khá đơn giản, hình thức bên ngoài cũng như cách xếp đặt bên trong đều có một sắc thái riêng biệt mang tính địa phương, không giống các thánh đường Hồi giáo trên thế giới. Chùa Bàni chỉ được mở cửa vào tháng Ramưwan – tháng vào chùa của các chức sắc Bàni. Đây không chỉ là nơi sinh hoạt tôn giáo của người Chăm Bàni mà còn là nơi các chức sắc trao đổi kinh nghiệm sản xuất với cộng đồng tín đồ, tuyên truyền các chủ trương, chính sách, pháp luật của Đảng và Nhà nước.

### Chức sắc Hồi giáo
Người đứng đầu là vị Hakim (Giáo cả). Phụ tá cho Hakim là Naep (phó Giáo cả). Ahly là người giúp việc cho Hakim. Tuân là thầy dạy giáo lý cho tín đồ.

### Tổ chức tôn giáo của người Chăm Hồi giáo
Người Chăm Islam thành lập các Ban Quản trị Thánh đường theo từng khu vực cư trú. Đứng đầu ban quản trị là vị Hakim, sau đó là một số chức sắc như: Naib, Ahly, thư ký, thủ quỹ.
Riêng tại Thành phố Hồ Chí Minh, năm 1992, UBND Thành phố ra quyết định cho phép thành lập "Ban đại diện cộng đồng Hồi giáo Thành phố Hồ Chí Minh" trụ sở tại số nhà 15 đường Nguyễn Văn trỗi, phường 15, quận Phú Nhuận. Ngoài ra còn có ban cố vấn, bộ phận văn phòng và Ban quản trị của 14 khu vực. Ban đại diện là cầu nối giữa cộng đồng tín đồ Hồi giáo tại Thành phố và chính quyền để chăm lo lợi ích chính đáng của tín đồ, vận động tín đồ thực hiện tốt quyền và nghĩa vụ công dân, phát huy tình đoàn kết trong tín đồ.

### Các nghi lễ tôn giáo cộng đồng
Người Chăm theo Hồi giáo đều phải đến thánh đường làm lễ. Có khi một số người còn mang theo thực phẩm đến và chia đều cho mọi người có mặt. Người Chăm tin rằng, những lễ vật này chính là phúc lộc mà Thượng đế ban tặng cho họ.
Trong tháng chay Ramadan, diễn ra vào tháng 9 lịch Hồi giáo, người Chăm luôn phải giữ mình trong sạch, phải chịu thử thách. Người Chăm phải nhịn mọi thứ vào ban ngày và chỉ được phép ăn uống vào ban đêm. Vào mồng 1 tháng 10 lịch Hồi giáo, nghi lễ được người Chăm tổ chức trọng thể để mừng cho mình và cộng đồng đã qua cuộc thử thách trong suốt tháng Ramadan (Hari Raya).
Hàng năm, cứ đến ngày 12 tháng Rabiul Awal (tháng 3 lịch Hồi giáo), cộng đồng theo Hồi giáo tổ chức lễ kỷ niệm ngày sinh của Đức Mohamed. Đây cũng là một trong những ngày hội quan trọng của người Chăm ở Nam Bộ. Sau buổi lễ, người Chăm cùng nhau sức dầu thơm như để thụ hưởng phúc lộc của Thượng đế.
Nghi lễ Tolakbala được tổ chức vào tuần thứ tư ngày cuối tháng Safar (tháng 2 lịch Hồi giáo) hàng năm. Người Chăm tin rằng vào thời gian này, Thượng đế giáng những tai họa xuống trần gian, nên họ phải cầu xin Thượng đế ban cho họ sự bình an.
Trên đây là một số nghi lễ tôn giáo ở cộng đồng. Đối vời người Chăm, Hồi giáo còn có ảnh hưởng rất lớn trong các nghi lễ vòng đời và tập quán sinh hoạt thường nhật.
- Nghi lễ đặt tên, cắt tóc cho trẻ sơ sinh: Khi đứa trẻ sinh ra được 7 hoặc 14 ngày, cha mẹ đứa bé làm lễ cắt tóc và đặt tên. Trong buổi lễ, người ta đọc Kinh Qur'an cầu Thượng đế ban cho đứa trẻ được bình an. Sau đó, cha mẹ đứa trẻ đặt tên cho con mình. Đối với bé trai thì có chữ nối là "bin", bé gái có chữ nối là "binti".
- Nghi lễ thành niên: Nghi lễ này nhằm chứng nhận một người đến tuổi thành niên. Cả con trai và con gái đều quy định là 15 tuổi. Họ phải chịu tiểu phẫu ở bộ phận sinh dục.
- Hôn nhân: Nhà trai nhờ người đến nhà gái để dạm hỏi, sau khi nhà gái đồng ý thì nhà trai chuẩn bị lễ hỏi. Lễ hỏi bao gồm các lễ vật như vải vóc, hoa tai, dây chuyền,... Lễ cưới thực hiện theo đúng nghi thức Rukun Nikah: Thứ nhất, phải có người đại diện phía nhà gái làm chủ hôn gọi là Wali. Thứ hai, phải có hai người làm chứng gọi là Saksi. Thứ ba, lễ Kabon tiến hành giữa ông Wali và chú rể. Ông Wali tuyên bố việc gả người con gái và chú rể chấp nhận việc cưới cô dâu. Thứ tư, phải có cô dâu. Thứ năm, phải có chú rể. Buổi lễ chính thức được diễn ra trước sự chứng kiến của nhiều người. Sau lễ cưới ba ngày, chú rể phải đưa cô dâu về thăm cha mẹ mình và phải mang sang nhà gái các vật dụng sinh hoạt như nồi, niêu, xoong, chảo, gạo, muối,... Cha mẹ chú rể sẽ đưa vợ chồng mới cưới đi thăm người thân. Chú rể có thể đưa vợ về ở nhà mình hoặc đến sống chung cùng với gia đình bên vợ.
- Tang chế: Cũng giống một phần với người Kitô giáo, người Chăm quan niệm cuộc sống hiện tại chỉ là tạm bợ. Vì thế, khi có người mất thì những người trong gia đình không ai được than khóc, để tang hoặc lập bàn thờ vì coi đó là sự đã an bài. Sau khi tẩm liệm, người chết được phủ trên mình một tấm khăn lớn có thêu những đoạn Kinh Coran và được đưa vào thánh đường để làm lễ cầu nguyện trước khi đem chôn. Khi đưa xuống huyệt, người chết sẽ được lật nghiêng hướng về phía tây, và cho đất lấp lại. Sau khi chôn cất xong, người ta cầu nguyện liên tục trong suất ba đêm, rồi ngưng cho đến ngày thứ 7, thứ 40 và thứ 100 sẽ cầu nguyện lại, sau đó là ngưng hẳn không còn bất kỳ hình thức lễ nào cho người quá cố nữa. Đối với ông bà tổ tiên, người Chăm thường xuyên tưởng nhớ và tổ chức thăm viếng vào những ngày cuối tháng Ramadan.
- Người Chăm Islam có rất nhiều kiêng cữ trong cuộc sống. Trong nhà, họ không treo hình tượng của người hoặc loài vật kể cả di ảnh của người thân đã qua đời vì sợ sẽ làm sao lãng đức tin. Trong các bữa ăn thường ngày, người Chăm Islam không ăn thịt heo vì cho rằng đó là thức ăn dơ bẩn, không ăn thịt các động vật tự nhiên chết, không uống rượu bia,...
- Trang phục: Trang phục của người Chăm ở Nam Bộ là sự tổng hợp của nhiều yếu tố. Phụ nữ chăm Islam khi tiếp xúc với khách hoặc khi ra đường đều đội khăn trên đầu để che kín tóc chứ không phải mang mạng như người Hồi giáo ở các nước Ả Rập.
- Hoạt động nghệ thuật: Do bị hạn chế bởi tín ngưỡng Islam nên những hoạt động nghệ thuật như ca, múa, kịch,... chỉ được cộng đồng Chăm Islam ủng hộ trong những ngày Raya kết thúc tháng Ramadan, sinh nhật Mohamed, hoặc nhân dịp cưới hỏi cộng đồng.

## Hình ảnh

Các bé gái Chăm ở Việt Nam
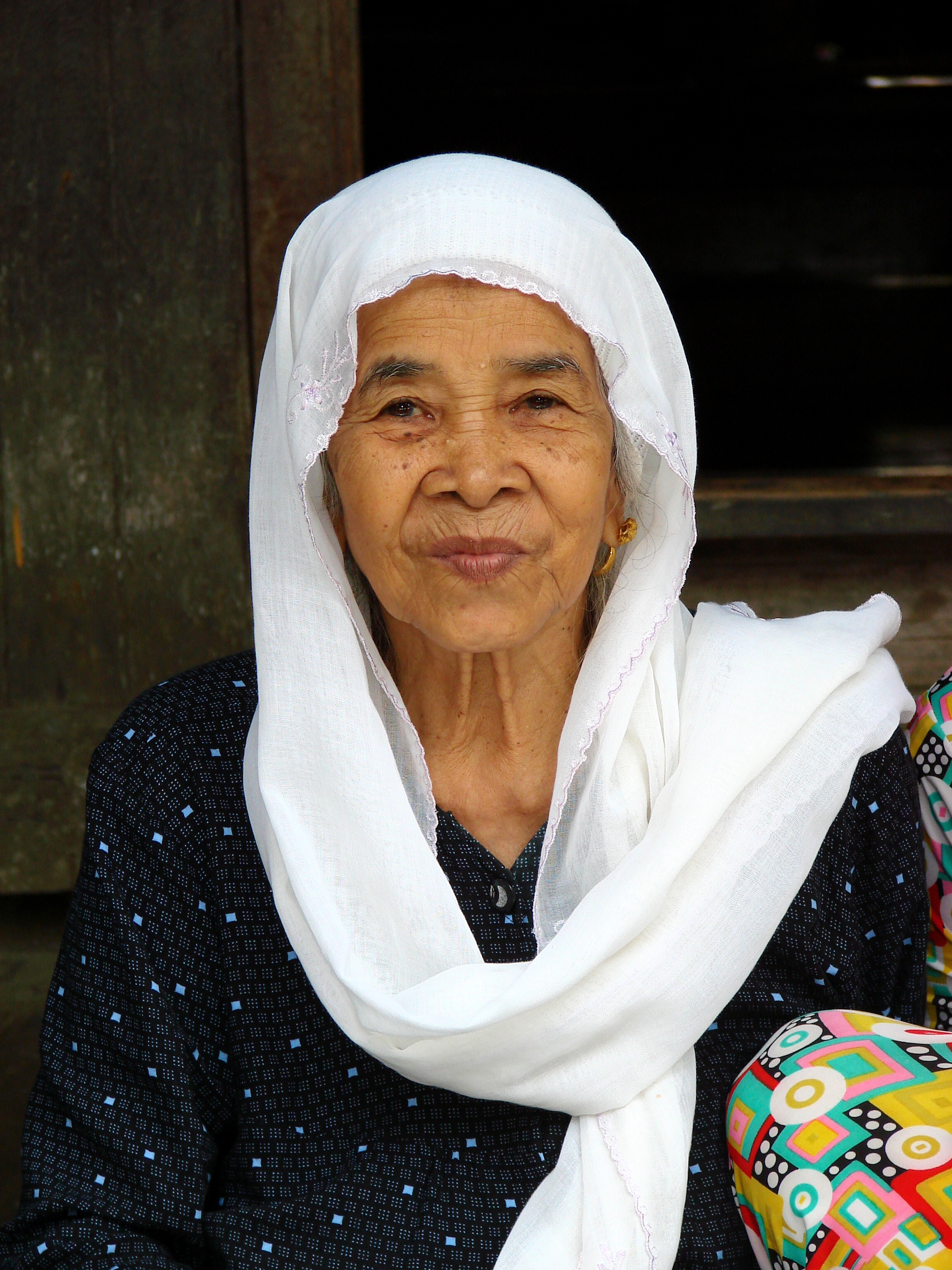
Phụ nữ Chăm ở Châu Đốc
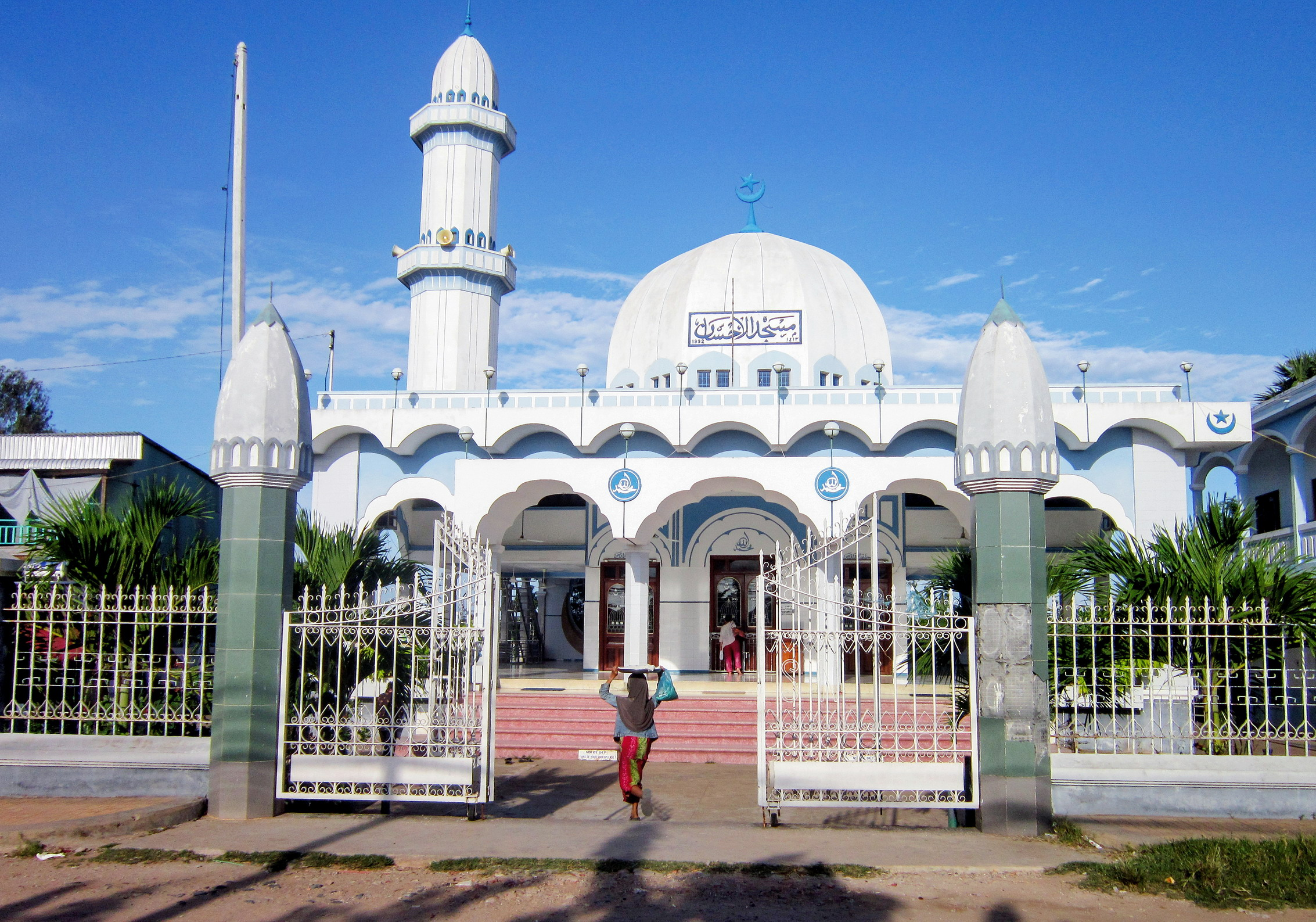
Thánh đường Ehsan ở Đa Phước, An Phú
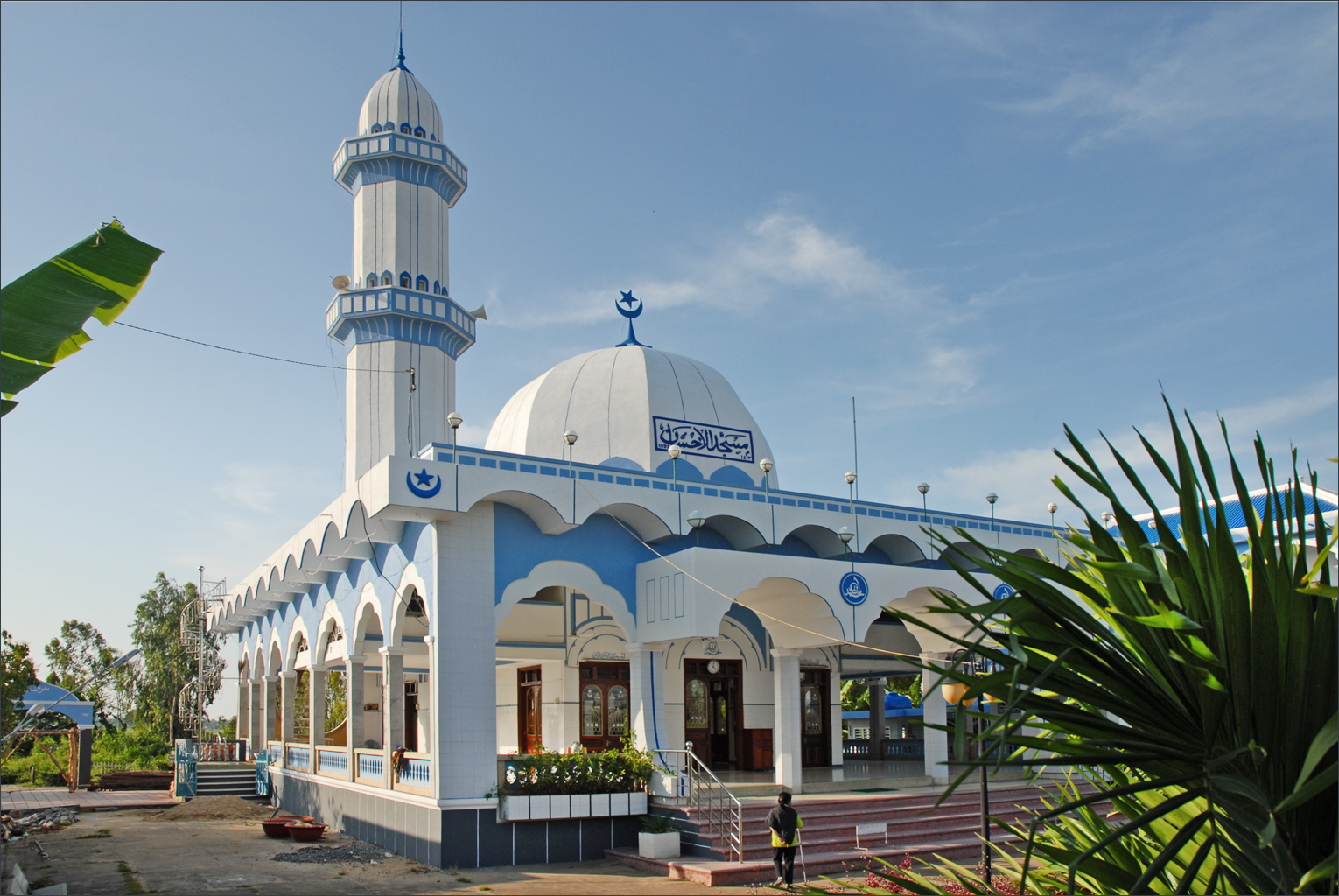
Một thánh đường ở Châu Đốc
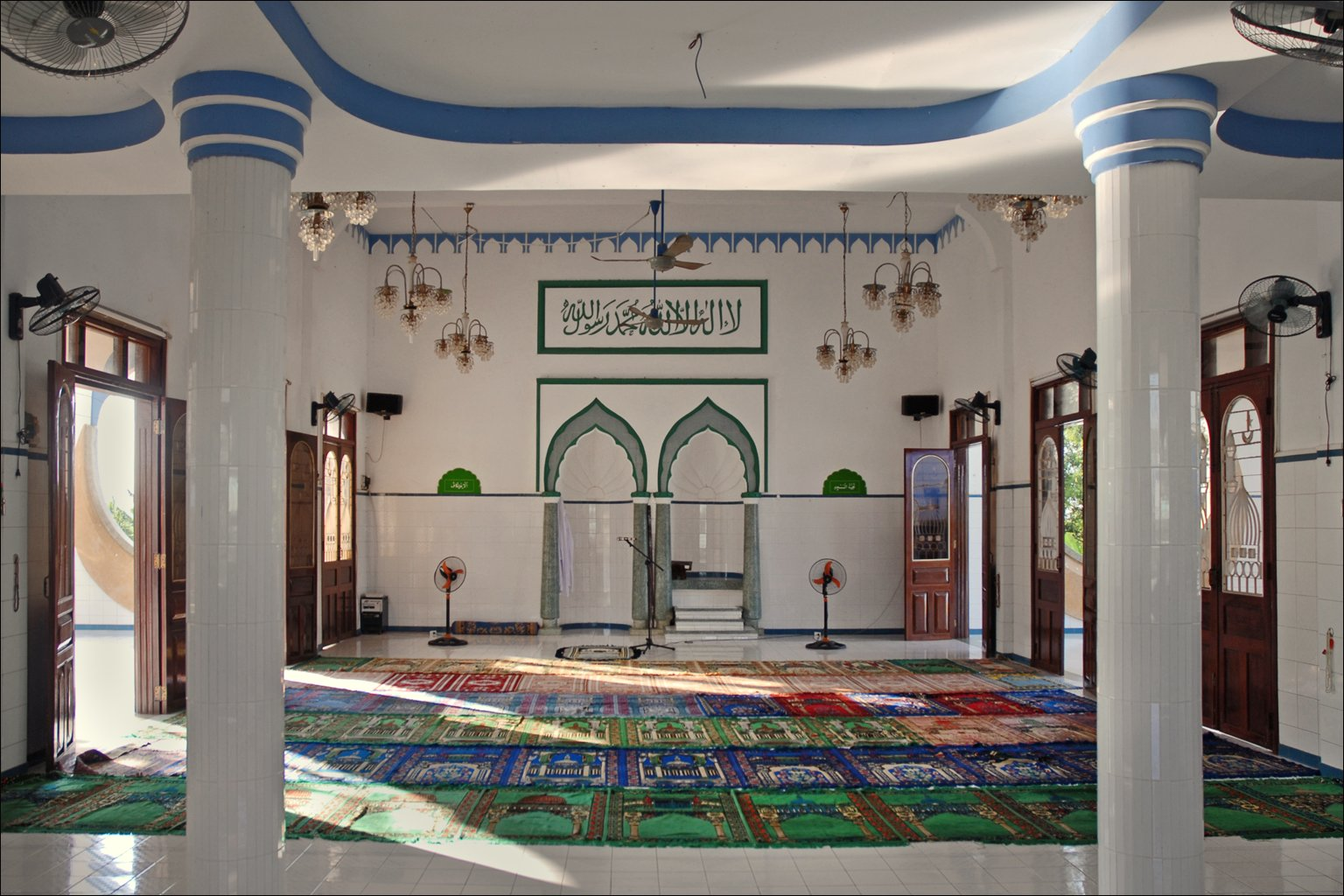
Bên trong một thánh đường ở Châu Đốc
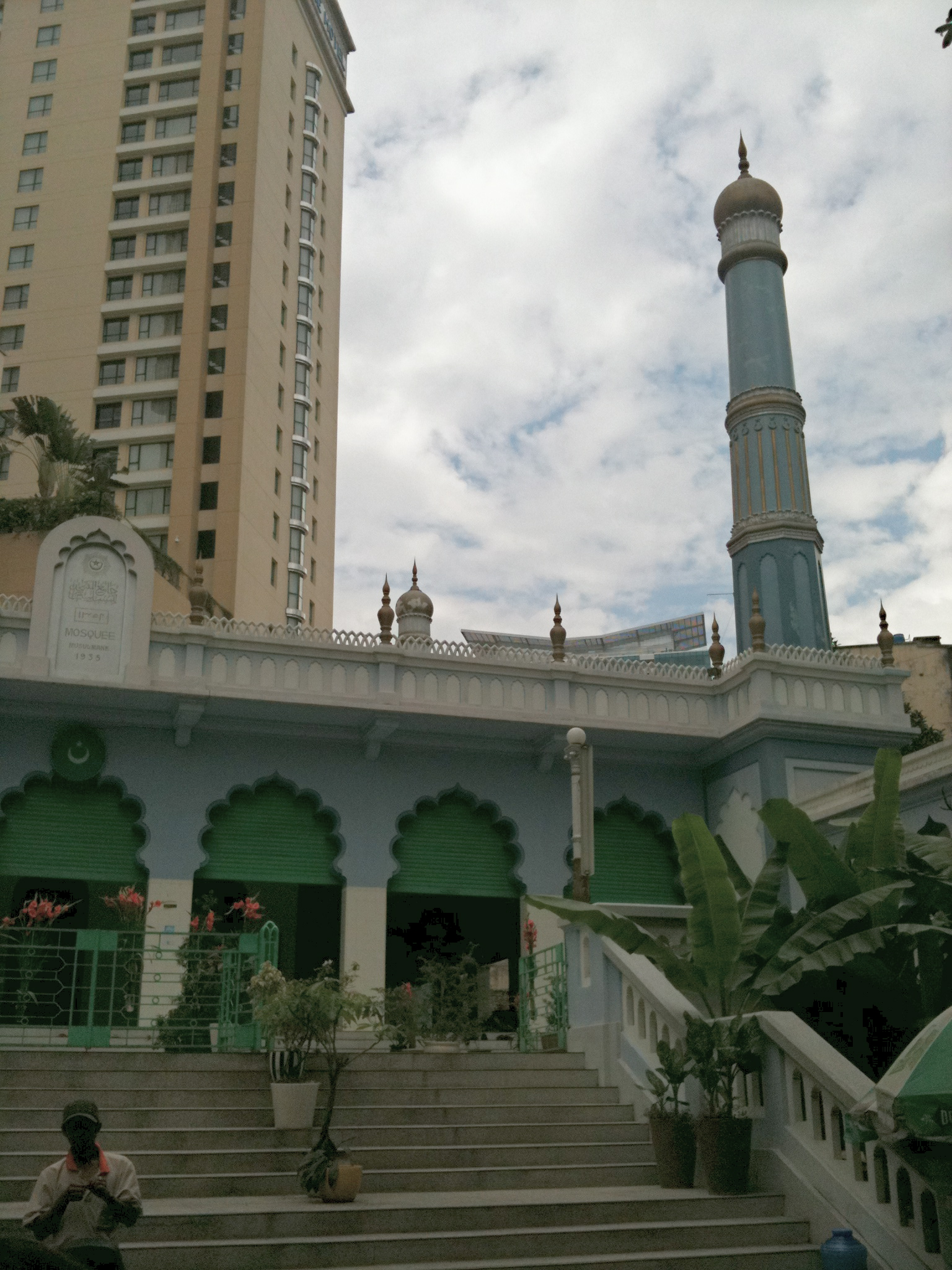
Thánh đường Đông Du
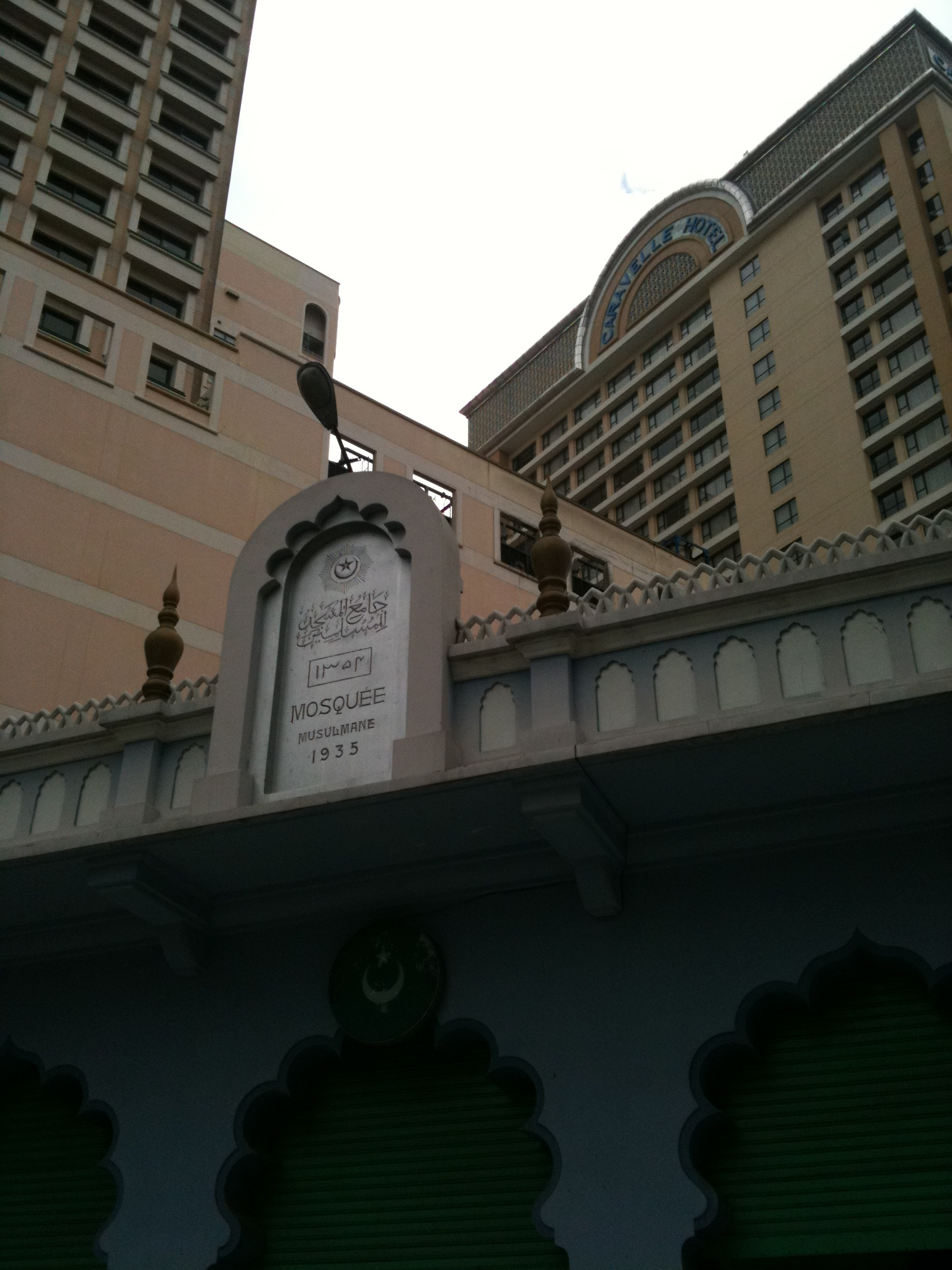
Thánh đường Đông Du
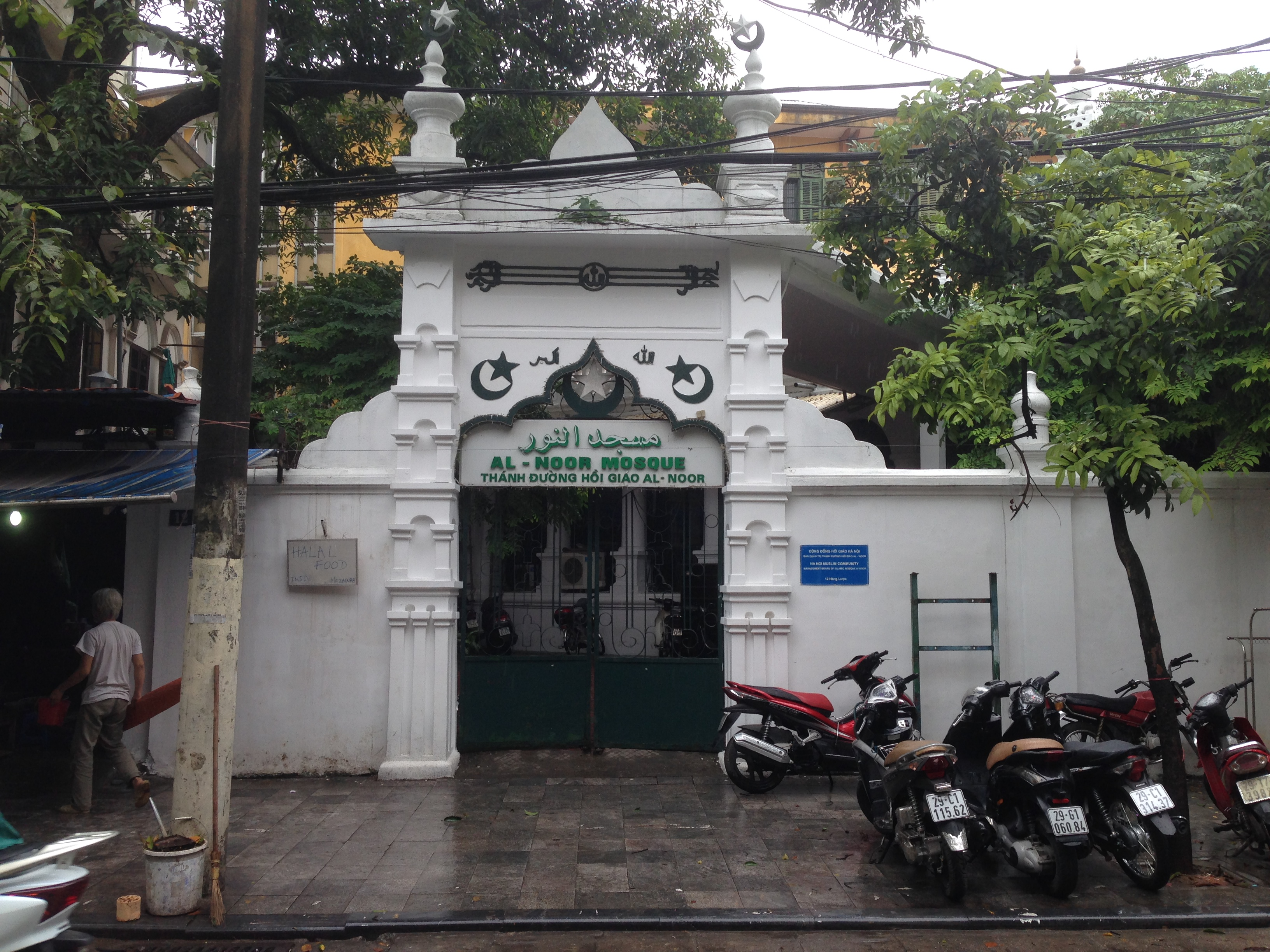
Thánh đường Al-Noor, Hà Nội
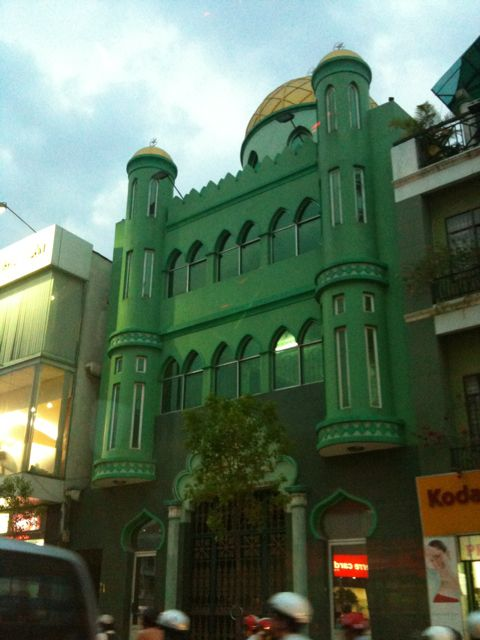
Thánh đường Jamiul Muslimin, Thành phố Hồ Chí Minh